# Abyss (luchador)
Christopher J. "Chris" Parks (4 de octubre de 1973) es un luchador profesional estadounidense más conocido como "The Monster" Abyss. Trabaja en la World Wrestling Entertainment (WWE) como productor desde el año 2019. Trabajó en la Total Nonstop Action Wrestling (TNA), siendo uno de los luchadores más veteranos de la empresa. Antes de eso, Parks ha trabajado en empresas como Ring of Honor (ROH) e International Wrestling Asociation (IWA). Entre sus logros destaca un reinado como Campeón Mundial al haber obtenido en una ocasión el Campeonato Mundial Peso Pesado de la NWA. También ha ganado en una ocasión el Campeonato Mundial en Parejas de la NWA junto a A.J. Styles, el Campeonato de la División X de la TNA y dos veces el Campeonato Televisivo de la TNA, lo que le convierte en Campeón de las Tres Coronas y Gran Campeón. Entre otros fue también una vez Campeón Mundial en Parejas de la AAA junto con Chessman.

## Carrera

### Total Nonstop Action Wrestling (2002-2019)

#### 2002-2004
Parks apareció en el primer evento de la TNA, bajo el nombre de Prince Justice. Tras esto, regresó a la TNA en verano de 2003 bajo el nombre de Abyss, ayudando a Kid Kash a ganar en sus luchas mediante interferencias. Tras esto, ambos hicieron pareja, se ayudaron en sus luchas individuales y pelearon en combates en parejas. Sin embargo, el 20 de agosto, Abyss eliminó a Kash durante un Lucky 13 Gauntalet Match. La semana siguiente, Abyss derrotó a The Sandman, pero tras la lucha, Kash atacó a Abyss, pero se contuvo. Tras esto, ambos empezaron un feudo con America's Most Wanted (Chris Harris & James Storm), derrotándoles el 1 de octubre, pero perdiendo ante ellos el 8 de octubre, combate tras el cual, Kash golpeó a Abyss y éste le respondió, empezando un feudo los dos que les llevaría a luchar 15 de octubre y el 29 de octubre en un First Blood Chain in a Pole match, ganando Abyss el primer combate pero perdiendo el segundo. Tras esto, se enfrentó a A.J. Styles el 19 de octubre en el Main Event de la noche, perdiendo ante él, lo que les llevó a un feudo. Durante su feudo, ambos ganaron el Campeonato Mundial en Parejas de la NWA el 4 de febrero de 2004 al derrotar a The Red Shirt Security (Kevin Northcutt & Joe Legend). Tras esto, el 25 de febrero, Abyss derrotó a Styles, ganando el control de los títulos con la ayuda de Lex Luger. Sin embargo, el 3 de marzo, Vince Russo les quitó los títulos por no defenderlos. Esa misma noche, ambos quedaron empatados en un "Falls Count Anywhere match" por la interferencia de Jonny Fairplay. Finalmente, el 17 de marzo derrotó a Styles, ganando una oportunidad por el Campeonato Mundial Peso Pesado de la NWA de Jeff Jarrett, pero el 31 de marzo se jugó su oportunidad por el título ante Styles, Raven y Ron Killings, perdiéndola ante Raven.
Un mes después de su feudo con Styles, Abyss contrató una nueva mánager, Goldy Locks. Locks usó a Abyss para derrotar a su exnovio Erik Watts, ganando su contrato con la empresa. También le usó para ganar los contratos de otros luchadores, como Alex Shelley, quien se unió a su grupo de asistentes. Sin embargo, Watts regresó a la empresa, enfrentándose Abyss, Shelley & Goldy Locks a Watts, Sonny Siaki & Desire. Durante el combate, Abyss cambió a face tras atacar a Goldy Locks. Poco después de separarse del grupo, empezó un feudo con Monty Brown y Raven, desembocando en el primer Monster's Ball match en el primer evento PPV mensual de la TNA, Victory Road. En el evento, ganó Brown después de cubrir a Raven, continuando Abyss su feudo con Brown hasta Turning Point, donde se enfrentaron en un Serengeti Survival match, un combate Hardcore que sólo podía ser ganado por pinfall, sumisión o tirando al adversario contra una pila de chinchetas, ganándolo también Brown.

#### 2005-2006
Abyss apareció durante el evento Final Resolution, atacando a Jeff Hardy después de su lucha con Scott Hall. Este ataque hizo que ambos empezaran un feudo, luchando en un Full Metal Mayhem match en Against All Odds, acordando que el ganador obtendría una oportunidad por el Campeonato Mundial Peso Pesado de la NWA, la cual ganó Abyss. Tuvo una revancha contra Hardy en Destination X en un Falls Count Anywhere match, la cual ganó Hardy. Luego, Abyss se centró en el Campeonato Mundial Peso Pesado de la NWA, luchando contra A.J. Styles por una oportunidad por el título en Lockdown en un Six Sides of Steel match. Styles ganó la lucha y la oprotunidad y Abyss sufrió una lesión en su hombro. Sin embargo, siguió luchando, participando en un Gauntlet For The Gold match en Hard Justice, la cual ganó junto a Ron Killings. Abyss y Killings se enfrentaron el 17 de mayo, ganando Abyss y, como consecuencia, se clasificó para el King of the Mountain match de Slammiversary por el Campeonato Mundial Peso Pesado de la NWA de A.J. Styles. En Slammiversary, se enfrentó a Styles, Monty Brown, Raven y Sean Waltman, ganando el título y el combate Raven.
Abyss, molesto por su derrota, atacó a Raven en la siguiente edición de Impact! y empezó a ser acompañado por el rival de Raven, James Mitchell, como su mánager. Después de atacarle durante avrias semanas, se pactó una Steel Chain Dog Collar match en No Surrender con el campeonato en juego. Sin embargo, Abyss fue derrotado. A causa de su derrota, atacó a Lance Hoyt en el siguiente Impact, derrotándole en una lucha en Sacrifice. Tras el combate, Abyss atacó a Sabu. debido a este ataque, los dos empezaron un feudo, enfrentándose en un No Disqualification match en Unbreakable, ganando Abyss. También se enfrentaron en Bound for Glory en un Monster's Ball II match en la que también participaron Jeff Hardy y Rhino, ganando Rhino la lucha. Abyss y Sabu continuaron su feudo en un No Disqualification match en Genesis, ganando Abyss de nuevo. Finalmente, su feudo acabó en un Barbed Wire Massacre match en Turning Point, ganando Sabu.
Al final de 2005, Abyss y Mitchell de unieron al stable Planet Jarrett. Como un favor hacia el miembro Scott D'Amore, Mitchell le dijo a Abyss que se enfrentara a Rhino. Ambos lucharon en Final Resolution, ganando Abyss y en Against All Odds en un Falls Count Anywhere match, ganando Rhino. Su feudo acabó en Destination X, donde Abyss, junto a Jeff Jarrett & America's Most Wanted derrotaron a Rhino, Ron Killings & Team 3D. Luego, Abyss y Mitchell mostraron su interés por el Campeonato Mundial Peso Pesado de la NWA de Christian Cage. Después de varias amenazas, ambos se enfrentaron en Lockdown, ganando Cage. Sin embargo, después del evento, Abyss le atacó y le robó el título. En Sacrifice se enfrentaron en un Full Metal Mayhem match, donde Abyss volvió a perder. Tras esto, consiguió otra oportunidad cuando el 15 de mayo derrotó a Rhino, clasificándose para el King of the Mountain match de Slammiversary. En el combate participaron el campeón Christian Cage, Ron Killings, Jeff Jarrett y Sting, ganando Jarrett.
Tras esto, The James Gang le pidieron ayuda para enfrentarse a Team 3D, enfrentándose The james Gang & Abyss a Team 3D en Victory Road, ganando los primeros después de que Abyss cubriera a Brother Runt. Esto ocasionó un feudo entre Runt y Abyss, enfrentándose en Hard Justice, lucha que Abyss ganó. Abyss y Runt se volvieron a enfrentar en un Thumbtacks match en Impact!. Después de la lucha, Abyss fue atacado por Raven, enfrentándose a él en un Hangman's Horror match en otro Impact!, ganando Abyss. Finalmente, los tres se enfrentaron en No Surrender en un No Disqualification match, ganando Abyss. Tras el eveto, Abyss continuó el feudo con Runt y Raven, pero empezó otro con Samoa Joe, ya que Joe había robado el Campeonato Mundial Peso Pesado de la NWA y Mitchell ofreció los servicios de Abyss para recuperarlo. A pesar de que no pudo recuperarlo, se pactó en Bound for Glory un Monster's Ball match entre Abyss, Brother Runt, Raven y Samoa Joe con Jake "The Snake" Roberts como árbitro especial. Sin embargo, Joe ganó el combate al cubrir a Raven. Tras esto, volvió a intentar conseguir el Campeonato Mundial Peso Pesado de la NWA, participando en el Fight for the Right Tournament. Abyss derrotó el 24 de octubre a Lance Hoyt y a A.J. Styles en la final el 6 de noviembre, obteniendo una oportunidad contra Sting en Genesis. En el evento, Abyss derrotó a Sting por descalificación y, según las normas del combate, ganó el Campeonato Mundial Peso Pesado de la NWA. Después del evento, Sting intentó razonar con Abyss, hasta que Christian Cage apareció y dijo conocer el secreto del pasado de Abyss, atacando a ambos. Luego, Abyss defendió el título con éxito en Turning Point ante Sting y Cage.
El feudo entre los tres continuó hasta Final Resolution, donde Abyss perdió el título ante Cage en una lucha en la que también participó Sting, siendo Abyss el primer eliminado de la lucha, costándole a Sting el campeonato. Esto hizo que ambos se enfrentaran en Against All Odds, donde Abyss fue derrotado por Sting en un Prison Yard match, atacando Sting a Mitchell tras el combate. Tuvieron otro combate en Destination X, perdiendo Abyss de nuevo en un Last Rites match. El 22 de marzo, Abyss hizo equipo con Sting para enfrentarse a Christian Cage & A.J. Styles. Durante la lucha, Mitchell apareció con una mujer que Abyss reconoció, dejando a Sting solo en el ring. La siguiente semana se reveló que la mujer era la madre de Abyss. Sin embargo, re reveló que su madre disparó al padre de Abyss, por lo que Mitchell llamó a la policía y le ordenó a Abyss que no la protegiera. A causa de esto, en Lockdown, Abyss se unió al Team Cage (Christian Cage, A.J. Styles, Scott Steiner & Tomko) para enfrentarse al Team Angle (Kurt Angle, Samoa Joe, Rhino, Sting & Jeff Jarrett) en un Lethal Lockdown match, el cual ganó el Team Angle. La semana siguiente, intentó conseguir junto a Cage el Campeonato Mundial en Parejas de la NWA de Team 3D, pero fueron derrotados. Tras el combate, Abyss cambió a face al aplicar a Mitchell un "Black Hole Slam". Sin embargo, fue atacado por Cage, Styles, Steiner y Tomko con una silla y un bate de béisbol con alambre de espino, dejándole fuera de acción (Kayfabe).

#### 2007
Abyss hizo su regreso el Impact! antes de Slammiversary, perdiendo en una lucha clasificatoria para el King of the Mountain ante Christian Cage por descalificación. Después de la lucha Abyss se enfadó y atacó al árbitro, seguridad y otros miembros de la TNA. En Slammiversary, Abyss derrotó al amigo de Cage, Tomko en un No Disqualification match después de aplicarle un "Black Hole Slam" sobre cristales. Después, Abyss se alió con su antiguo enemigo Sting y habló por primera vez en TNA, diciendo "Tomko... Styles... 3 days... Click... DOOMSDAY!" (Tomko... Styles... 3 días... Click... Día de la muerte), frase que usaba su antiguo mánager James Mitchell. Abyss & Sting derrotaron a Tomko & A.J. Styles en Victory Road, pero al final del evento, Abyss recibió un aviso de Michell, diciendo que su hijo, Judas Mesias, iba a llegar a TNA. Abyss &d Sting continuaron su feudo con Christian's Coalition hasta el 26 de julio, donde Abyss se enfrentó a Styles en un No Disqualification match, pero fe derrotado por una interferencia, ya que fue llevado debajo del ring y atacado. La siguiente semana, Abyss & Sting derrotaron a Cage & Styles en un ladder match con la ayuda del debutante Andrew Martin. Al ganar esta lucha, Abyss reclamó una lucha contra Cage en un Doomsday Chamber of Blood match en Hard Justice entre Abyss, Sting & Martin y Cage, Tomko & Styles. En el evento, ganó el equipo de Abyss, ganando una oportunidad por el Campeonato Mundial Peso Pesado de la TNA de Kurt Angle. Tras defender su oportunidad la siguiente semana ante Cage en un First Blood match, se enfrentó a Angle en No Surrender, pero fue derrotado. Después del combate, apareció James Mitchell y una mano atravesó el ring y metió a Abyss debajo del cuadrilátero. Abyss tuvo su revancha ante Angle la siguiente semana en Impact! en un Six Sides of Steel match, la cual perdió Abyss debido a la intromisión del debutante Judas Mesias, dándole a Angle la oportunidad de escapar de la jaula y ganar la lucha.

#### 2008-2010
Parks hizo su regreso a la TNA en el evento Hard Justice, donde intervino en el combate entre Team 3D y Christian Cage y Rhino. Poco después hizo pareja con Matt Morgan en No Surrender, donde derrotaron a Team 3D. Después de esto, empezaron a pelear por el Campeonato Mundial en Parejas de la TNA, empezando un feudo con Beer Money, Inc., peleando por él en Bound for Glory IV, Final Resolution y Genesis, perdiendo todos los combates. Además, en el evento Turning Point se enfrentó a Kurt Angle, perdiendo la lucha. Esta racha de derrotas hizo que Morgan se enfadara con Abyss, cambaindo a Heel el 5 de febrero de 2009, cuando Morgan atacó a Abyss con una silla, empezando un feudo entre ambos.
Durante varias semanas interfirieron en las peleas del otro, peleando en Against All Odds, con victoria para Abyss en una pelea Hardcore, en Destination X en un 10,000 Thumbtacks Match, con victoria para Morgan y en Lockdown en un Six Sides of Steel Doomsday Chamber of Blood con otra victoria a favor de Morgan. Tras esto tuvo un feudo con Dr. Stive, enfrentándose junto a Taylor Wilde a Raven y Daffney en Slammiversary, a Stevie en Victory Road y a Jethro Holliday en Hard Justice, ganando los tres combates Abyss, pero perdió frente a Kevin Nash en No Surrender. Tras esto, empezó un feudo con Mick Foley sobre quién de los dos era más extremo, retándose en una pelea en Bound for Glory, la cual ganó Abyss. Sin embargo, se alió con Foley contra Dr. Stevie, enfrentándose a Stevie & Raven en Final Resolution, ganando Abyss y Foley la pelea.
En Genesis, fue derrotado por el debutante Mr. Anderson. Tras esto, pasó a formar parte de un torneo por ser el contendiente número uno al Campeonato Mundial Peso Pesado de la TNA, derrotando en Against All Odds a Foley en los cuartos de final, pero perdiendo ante Mr. Anderson en la semifinal. Luego recibió una oportunidad por el Campeonato Mundial Peso Pesado de la TNA en Destination X, pero la pelea frente al campeón A.J. Styles terminó sin resultado, por lo que no ganó el título. En Lockdown, el Team Hogan (Abyss (capitán), Jeff Jarrett, Jeff Hardy & Rob Van Dam) derrotó al Team Flair (Sting (capitán), Desmond Wolfe & Beer Money, Inc. (James Storm & Robert Roode)) en un Lethal Lockdown Match, con Abyss cubriendo a Desmond Wolfe con un "Black Hole Slam". Tras esto, Wolfe le acusó de haber agredido a su mánager, Chelsea, pero finalmente se desestimaron los cargos, pactándose una lucha entre ellos en Sacrifice, apostando Abyss su anillo del Hall of Fame y Wolfe a Chelsea, ganando Abyss.

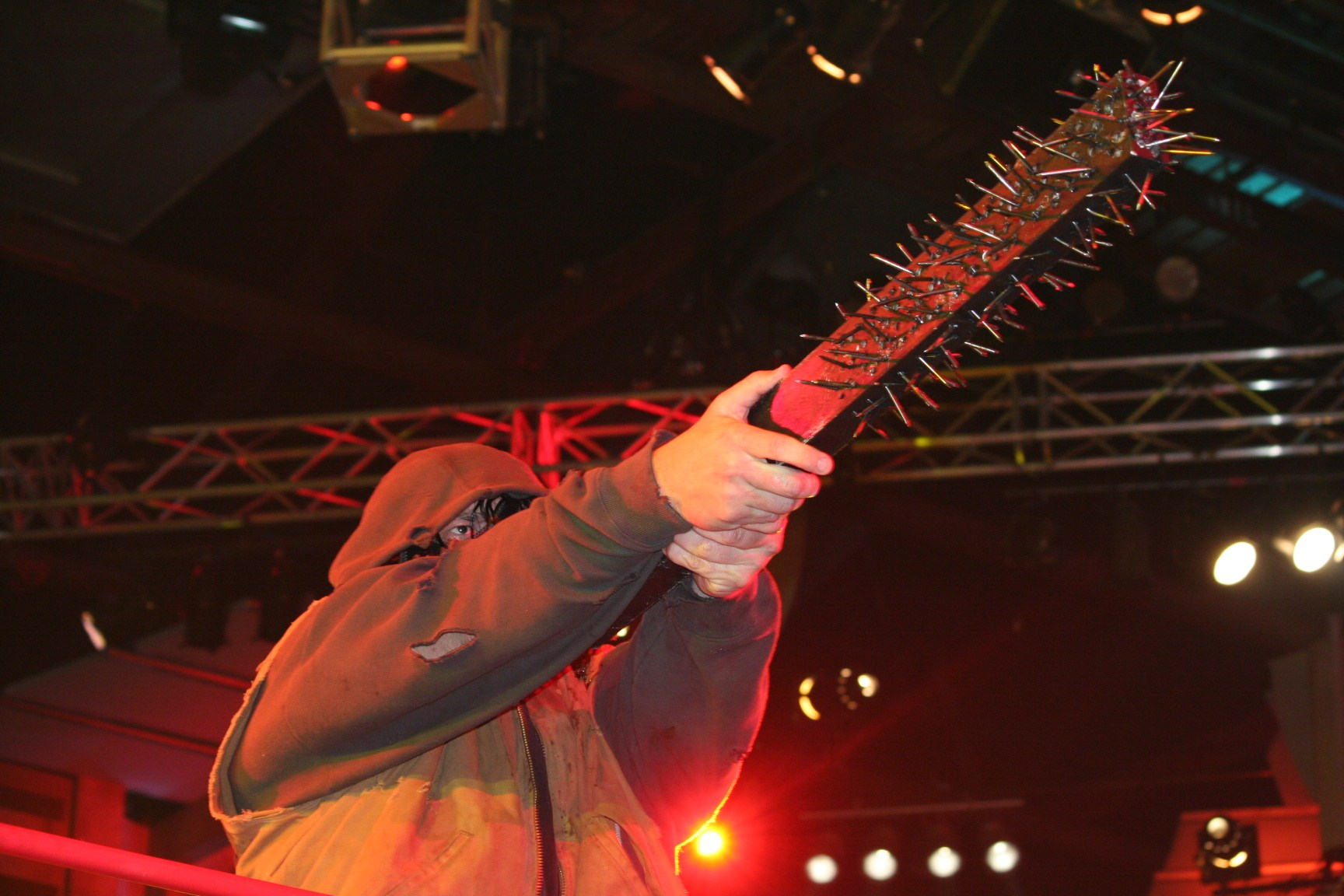
Abyss con Janice.

Tras esto, se enfrentó a Wolfe en Slammiversary VIII en un Monster's Ball match, el cual ganó Abyss después de que Chelsea traicionara a Wolfe y le diera a Abyss unos nudillos de bronce. Sin embargo, el 14 de junio se reveló que él era uno de los tres luchadores más altos en el TNA Ranking System junto a Jeff Hardy y Mr. Anderson, por lo que se pactó una lucha entre los tres para elegir un retador. Sin embargo, los tres fueron descalificados de la luchas por cuenta de fuera. A causa de esto, Abyss atacó a Hardy, a quien le aplicó una Chokeslam contra el escenario y a Anderson, a quien le aplicó un Black Hole Slam contra cristales rotos, cambiando a heel. La semana siguiente, dijo que estaba actuando bajo el mandato de "ellos", quienes le ordenaron atacar a Anderson, Rob Van Dam, Hardy y Hulk Hogan y se creó un arma nueva, Janice, un palo con clavos, hasta Victory Road, donde Van Dam retuvo el título en un combate en el que participaron Hardy y Anderson. Sin embargo, continuó su feudo con Van Dam y varios luchadores de la ECW como Tommy Dreamer, ya que "ellos" se lo habían ordenado. Sin embargo, fue derrotado por Van Dam el 12 de agosto en The Whole F*n Show en un Starway to Janice match, reteniendo Van Dam el título. Sin embargo, tras la lucha, Abyss atacó junto a los miembros de Fortune a los miembros de EV 2.0, forzando a Van Dam a dejar el campeonato vacante por lesión (Kayfabe). Tras esto, debido a su ataque a Van Dam, varios miembros de EV 2.0 se enfrentaron a él, logrando derrotar a Rhino en No Surrender en un Falls Count Anywhere match.
Sin embargo, Van Dam hizo su regreso a la TNA, retando a Abyss a un Monster's Balls match en Bound for Glory. Durante Bound for Glory, Abyss perdió ante Rob Van Dam, pero salió junto a los miembros de They al final del evento (Hogam Bischoff, Jeff Jarrett y Hardy), felicitando a Hardy por ganar el Campeonato Mundial Peso Pesado de la TNA. Luego, empezó un feudo con D'Angelo Dinero. Durante su feudo, Abyss empezó a atacar a los asistentes, la "congregación" de Dinero, por lo que se pactó una lucha entre los dos en Turning Point en la cual, la "congregación" serían los Lumberjack del combate. A pesar de esto, durante el evento, Bischoff salió durante el combate, indicando que había comprado a los Lumberjacks, quienes atacaron a Dinero, dándole la victoria a Abyss. Su feudo con Dinero continuó en Final Resolution, en donde le derrotó en un Casket match.

#### 2011
Posteriormente, sustituyó a A.J. Styles en el evento Genesis luchando contra Douglas Williams, derrotándolo y ganando el Campeonato Televisivo de la TNA. Sin embargo, Crimson le clavó a Janice en la espalda, dejándole inactivo (Kayfabe). Durante su lesión, retuvo el título hasta el 14 de marzo, cuando Eric Bischoff lo puso en juego en un combate entre sus compañeros de Immortal, Gunner, Murphy y Rob Terry. Abyss hizo su regreso el 24 de marzo en Impact, ayudando a sus compañeros de Immortal Ric Flair, Matt Hardy y Bully Ray a atacar a Fortune (James Storm, Robert Roode & Kazarian). El 17 de abril en Lockdown, Immortal (Abyss, Bully Ray, Matt Hardy & Ric Flair) fue derrotado por Fortune (James Storm, Kazarian, Robert Roode & Daniels) en un Lethal Lockdown Match. Durante ese tiempo, estuvo atacando también a Crimson, a quien se enfrentó en Sacrifice siendo derrotado. El 16 de abril (emitido el 19 de mayo) en Impact Wrestling, Abyss derrotó a Kazarian, ganando el Campeonato de la División X por primera vez, convirtiéndose en un Campeón de las Tres Coronas y Gran Campeón.
Al poco tiempo de ganar el título, al cual se refería como Campeonato Xtremo, ya que decía que la División X estaba muerta, Abyss dejó de usar a Janice y desarrolló un nuevo Gimmick al estudiar el libro de Sun Tzu El arte de la guerra. En Slammiversary IX, Abyss retuvo el título contra los luchadores de la División X Kazarian y Brian Kendrick.
Luego en Destination X perdió el título frente a Brian Kendrick. La Storyline con la División X concluyó 2 semanas después en Impact Wrestling, cuando Eric Bischoff debido a órdenes de "The Network", finalizó su guerra División X e introdujo las 225 Ib como límite de peso de la misma. Después junto a Immortal comenzaron un feudo con Fortune enfrentándose ambos equipos en Hardcore Justice donde Fortune (Kazarian, Chris Daniels & A.J. Styles) derrotaron a Immortal (Abyss, Gunner & Scott Steiner) luego que Abyss fuera cubierto por Styles. El 13 de octubre en Impact Wrestling durante la lucha de su compañero Scott Steiner y Mr. Anderson, Abyss accidentalmente golpeó a Steiner provocando su derrota. Después de la lucha llegaron los miembros de Immortal para culpar a Abyss de sus acciones y posteriormente fue atacado por ellos cambiando a face. Abyss luchó en su primer combate como Face de nuevo, enfrentando a su excompañero de Immortal, Gunner por conteo de ring, luego de que este huyera del ring. En Turning Point, Abyss & Mr. Anderson derrotaron a Immortal (Scott Steiner & Bully Ray). En diciembre luego de un sorteo al azar, Abyss tuvo que formar equipo con Scott Steiner para participar del Wild Cart Tournament. Después de derrotar a Hernández & Rob Terry en la primera ronda, el equipo fue eliminado del torneo al ser derrotados en semifinales por A.J. Styles & Kazarian, luego de que Abyss traicionara a su compañero Steiner. Durante las semanas siguientes, Abyss manifestó su intención de abandonar Immortal, por lo que comenzó un feudo con su compañero Bully Ray.

#### 2012-2014
Finalmente, en Genesis, Abyss derrotó a Bully Ray en un Monster's Balls Match, librándose de Immortal. Sin embargo, después del combate, fue atacado por la espalda por Ray, quien le sacó del edificio. Esta storyline fue creada para que pudiera trabajar en el proyecto indio de TNA Ring Ka King, desapareciendo de TNA durante varios meses. Allí, el 22 de febrero derrotó junto a Steiner a Chavo Guerrero, Jr. & Bulldog Hart, ganando el Campeonato en Parejas de Ring Ka King. Sin embargo, el 12 de abril de 2012, perdieron los campeonatos ante Bollywood Boys.
El 8 de marzo en Impact Wrestling, Parks hizo su regreso sin su máscara bajo el papel de Joseph Park, el hermano de Abyss, quien le estaba buscando debido a su desaparición. Park continuó haciendo apariciones durante las semanas siguientes, y con el tiempo comenzó a culpar a Bully Ray de la desaparición de su hermano, lo que llevó a que Abyss hiciera su regreso el 10 de mayo en Impact Wrestling para advertirle a Joseph que se estaba acercando demasiado al fuego. Debido a esto, comenzó un feudo con Ray, acordando el 7 de junio en Impact Wrestling que se enfrentarían en Slammiversary por su hermano, lo que llevó a que Abyss apareciera a través de un video, amenazando tanto a Ray como a Park. En Slammiversary, Park derrotó a Bully Ray en un Hardcore Match, luego de que Abyss atacara a Ray mientras Park se escondía debajo del ring. El 12 de julio en Impact Wrestling, Park fue derrotado por Ray. Sin embargo, durante el combate, se hizo un corte en la frente y empezó a sangrar, podiéndose furioso y aplicándole a Ray un Black Hole Slam.
Joseph Park comenzó a investigar a cerca de las identidades del stable Aces & Eights por lo cual fue raptado y golpeado por ellos. Tras ser liberado continuó trabajando para desenmascararlos, logrando revelar la identidad de uno de ellos al que se dio a conocer como DOC. En Turning Point enfentó a DOC pero fue derrotado. Tras esta derrota Park fue enviado al territorio en desarrollo, OVW con la intención de convertirse en un verdadero luchador. Joseph Park hizo su regreso a Impact Wrestling diciendo que ya no era un abogado si no un luchador, pidiendo una lucha contra un miembro de Aces & Eights, la cual tuvo en Genesis donde fue derrotado por Devon. Después de derrotar en Lockdown a Joey Ryan continuó su feudo con Aces & Eights, usando sus habilidades como abogado para anular el matrimonio entre Brooke Hogan y Bully Ray, el presidente del grupo. Sin embargo, fue atacado en varias ocasiones por Ray Devon.
El 9 de mayo volvió a usar el personaje de Abyss, uniéndose como el compañero misterioso de Sting y Kurt Angle en un combate contra Mr. Anderson, Devon y Ray, dándoles la victoria al cubrir a Devon después de un "Black Hole Slam". En Slammiversary XI, Joseph Park obtuvo una lucha por el Campeonato Televisivo de la TNA, pero fue atacado tras vestidores por Bully Ray y Devon. Esa misma noche, a pesar de que Devon retuvo el título por cuenta de fuera, hizo su regreso como Abyss, derrotando a Devon y ganando por segunda vez el título.

### Asistencia, Asesoría y Administración (2004, 2006, 2010-2012)
Desde abril a junio de 2004, hizo cuatro apariciones en la empresa mexicana Asistencia Asesoría y Administración, incluyendo un combate en Triplemanía XII, donde él, Abismo Negro & Chessman fueron derrotados por Gronda, Héctor Garza & Latin Lover. Dos años después, luchó el 17 de septiembre de 2006 en Verano de Escándalo, donde él, Jeff Jarrett y Konnan, representando La Legión Extranjera fueron derrotados por descalificación por Gronda, La Parka & Octagón. Su siguiente aparición fue el 6 de junio de 2010, 4 años después, en Triplemanía XVIII, donde luchó como face junto a Cibernético para derrotar a El Zorro & Vampiro Canadiense.
En mayo de 2011, la AAA empezó una storyline en la que luchadores de TNA, liderados por Jarrett, invadieron AAA. El 18 de mayo, Jarrett y Abyss aparecieron en un evento de la AAA y anunciaron que trabajaría con el stable heel La Sociedad. En ese mismo evento, los dos y Super Crazy fueron derrotados por Dr. Wagner, Jr., Joe Líder & Nicho el Millonario. El 18 de junio en Triplemanía XIX, Abyss & Mr. Anderson se enfrentaron sin éxito a los Campeones Mundiales en Parejas de la AAA Extreme Tiger & Jack Evans en un Steel Cage match. El 20 de julio, Abyss, Chessman & Último Gladiador derrotaron a Joe Líder, Extreme Tiger & Jack Evans después de que cubriera a Líder. Esto les llevó a un Monster's Ball match el 31 de julio en Verano de Escándalo, donde Chessman derrotó a Abyss, Líder y Tiger. Finalmente, en Héroes Inmortales, Abyss & Chessman derrotaron a Tiger & Evans por los Campeonatos Mundiales en Pareja, consiguiendo los títulos. Tuvieron su primera defensa exitosa el 6 de mayo de 2012, derrotando a the Mexican Powers (Joe Líder & Juventud Guerrera). El 13 de julio, se enfrentó a L.A. Park por su Campeonato Latinoamericano de la AAA, pero fue derrotado. Finalmente, el 7 de octubre, en Héroes Inmortales, perdieron los títulos ante Líder & Vampiro.

#### Decay - 2016 - 2017
El 26 de enero de 2016 en Impact, Abyss hizo su regreso uniéndose a Crazzy Steve y Rosemary, para conformar el grupo Decay. Desde ese entonces tuvieron una fuerte rivalidad con The Wolves y con Beer Money. Finalmente el 26 de abril en Sacrifice, Abyss y Crazzy Steve lograron vencer a Beer Money, convirtiéndose en Campeones Mundiales en parejas de TNA. Luego se involucraría en un feudo con The Broken Hardys, contra los cuales perderían los títulos en parejas, intentandolos recuperar en el evento especial de Impact Wrestling: Total Non-Stop Deletion. Posterior a esto se desintegró del grupo Decay, siguiendo en solitario como Joseph Park y en la emisión de Impact Wrestling del 25 de mayo de 2017 iniciaría un feudo contra Scott Steinner.Recientemente tuvo un combate de Monster ball contra Kongo Kong en el cual perdió abyss por conteo de tres.

### WWE (2019-presente)
En enero de 2019, Park firmó con WWE como productor. El 14 de agosto de 2020, episodio de SmackDown, Park hizo su debut en la pantalla en la WWE, apareciendo como el estadístico de AJ Styles.

## En lucha

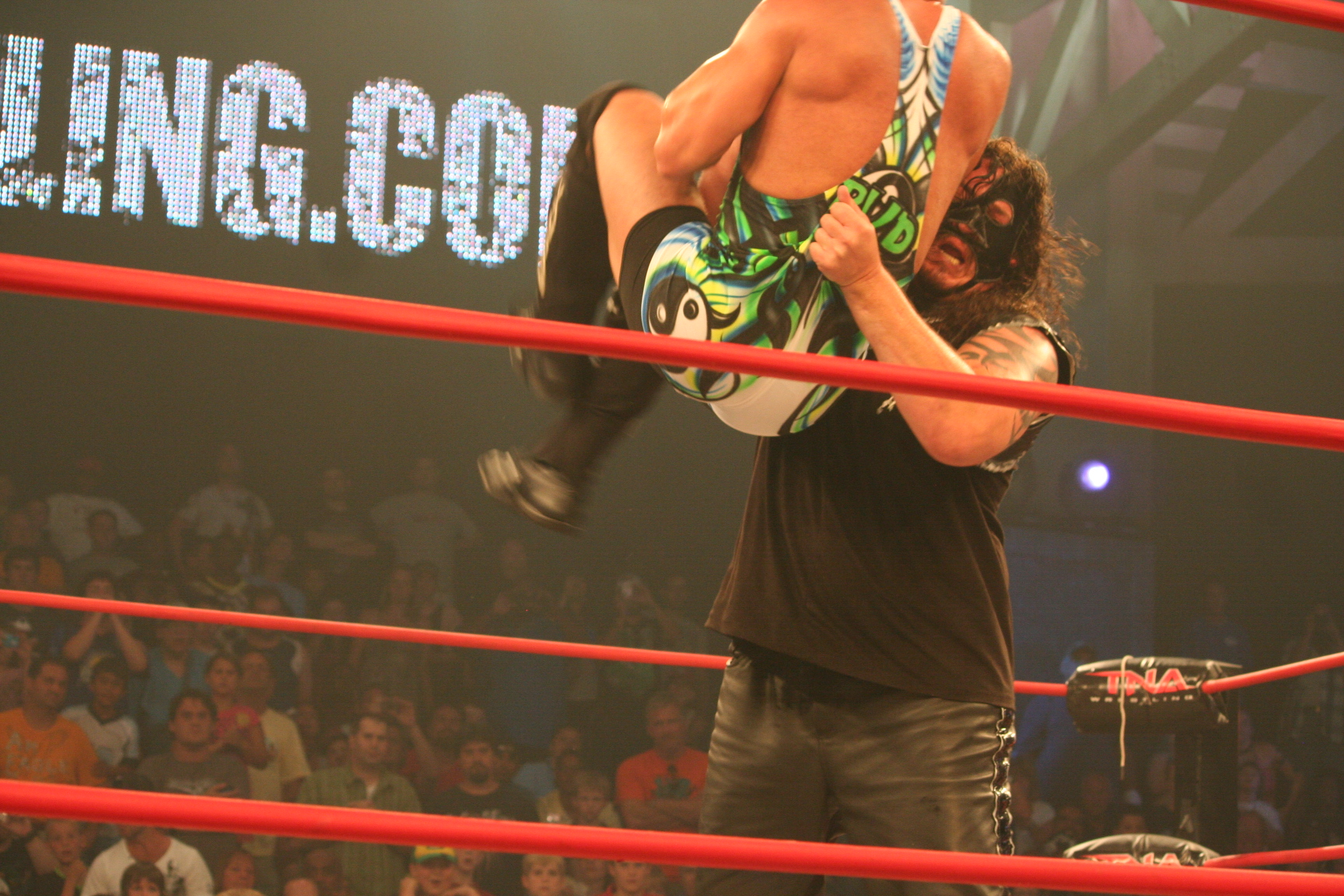
Abyss aplicando una "Chokeslam" a Rob Van Dam.

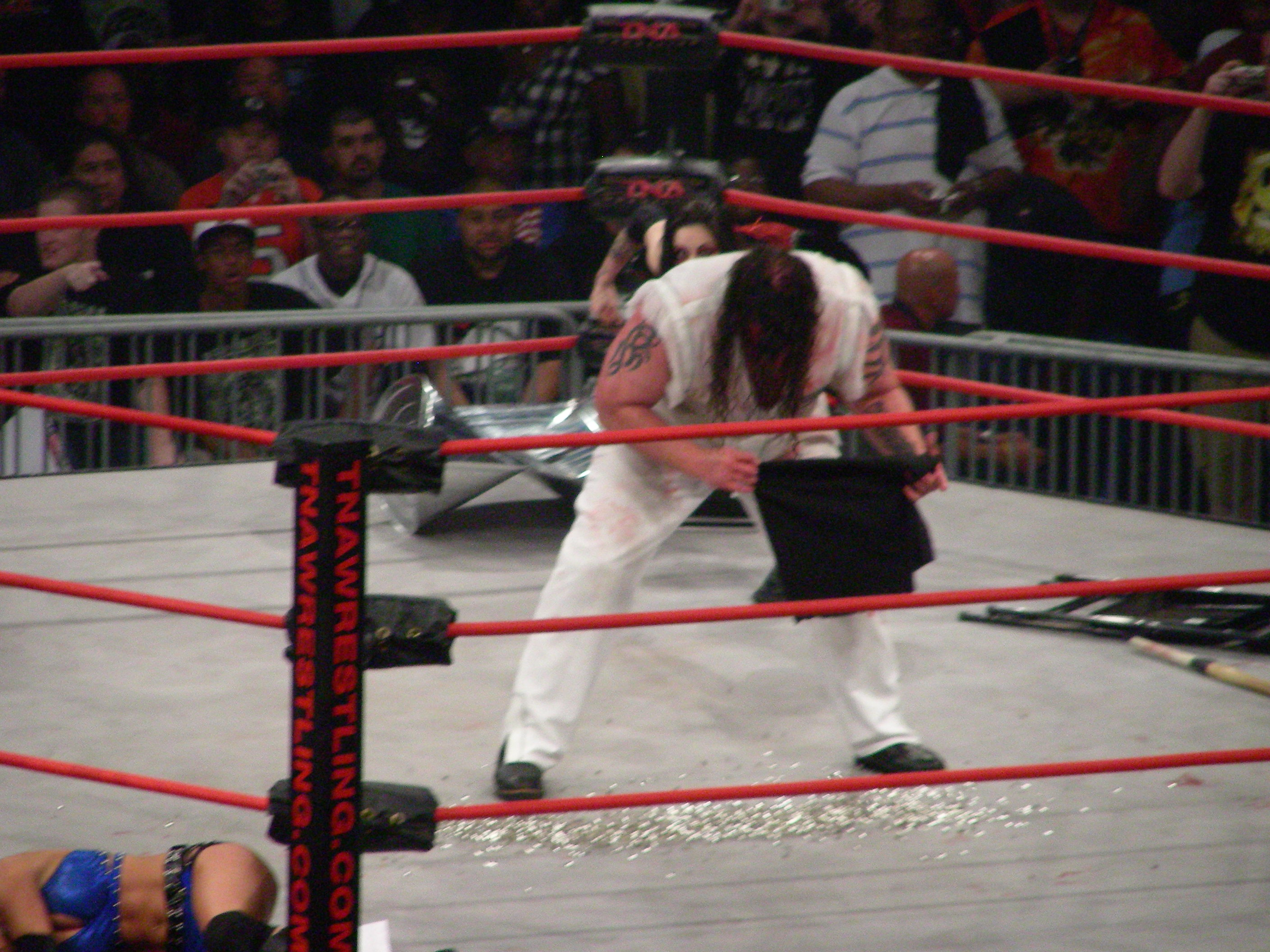
Abyss usando trozos de cristales rotos y chinchetas, sus armas favoritas.

- Movimientos finales
  - The Black Hole Slam[6] (180°, 270°, o un 360° spinning side slam)
  - Chokeslam
  - Shock Treatment (Sitout backbreaker rack drop)
  - Superbomb – Circuito independiente
  - Death Penalty (Chokebomb pin)
  - Royal Decree (Sidewalk slam pin)
- Movimientos de firma 
  - Big boot
  - Military press transformado en un flapjack
  - Overhead belly to belly suplex
  - Running corner avalanche
  - Running hip attack a la cabeza de un enemigo contra el esquinero
  - Sidewalk slam
  - Spear
  - Twisting chinlock

- Managers
  - Daffney
  - Jeff G. Bailey
  - Wes Bitterman
  - Spookshow
  - Don Callis
  - Sin D
  - Brandon Prophet
  - Johnny Diamond
  - Sterling James Keenan
  - Goldy Locks
  - The Informer
  - James Mitchell
  - Prince Nana
  - Mike Rosario
  - Scotty C
  - Terry Mathis
  - Bobby Blade
  - J.R. Douglas
  - Strangler Nick Maddox
  - Chelsea
- Apodos
  - The Monster
  - The Immovable Force
  - The Weapon of Mass Destruction
  - The Power Child

## Campeonatos y logros
- 1 Pro Wrestling

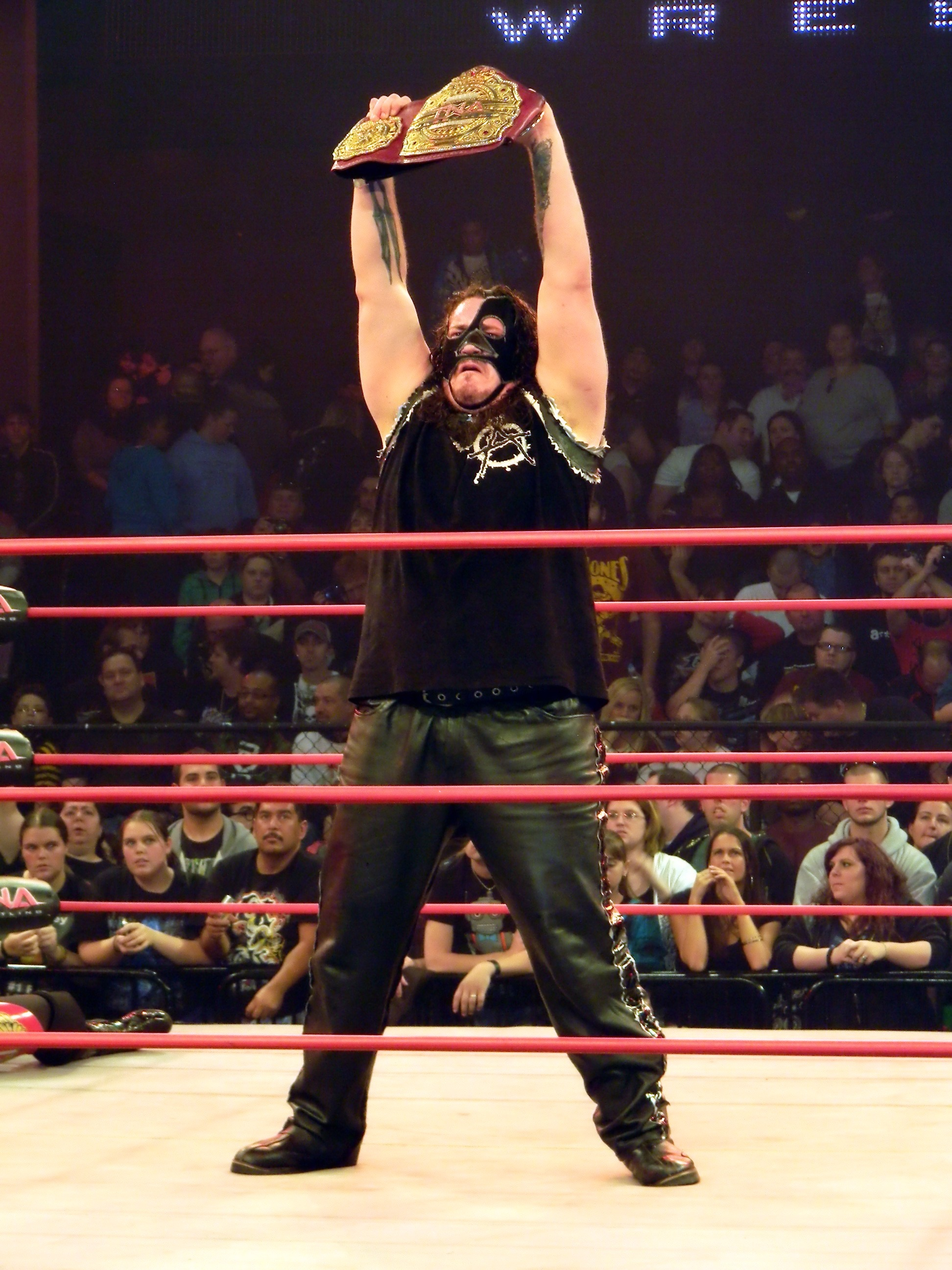
Abyss como Campeón Televisivo de la TNA.

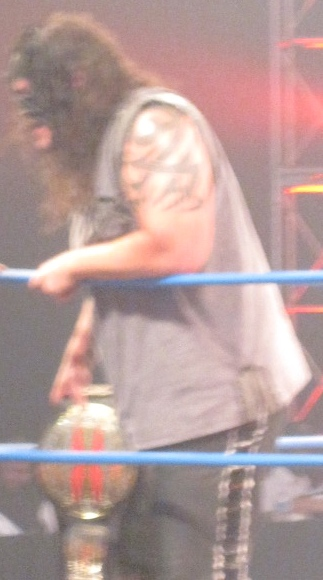
Abyss como Campeón de la División X de la TNA.

  - 1PW World Heavyweight Championship (3 veces)

- Asistencia, Asesoría y Administración
  - Campeonato Mundial en Parejas de la AAA (1 vez) - con Chessman

- Border City Wrestling
  - BCW Can-Am Heavyweight Championship (1 vez)

- Buckeye Pro Wrestling
  - BPW Heavyweight Championship (2 veces)

- International Wrestling Association
  - IWA Hardcore Championship (3 veces)
  - IWA Intercontinental Heavyweight Championship (1 vez)
  - IWA Tag Team Championship (3 veces) - con Miguel Pérez, Jr.(2) y Glamour Boy Shane(1)

- Mountain Wrestling Association
  - MWA Heavyweight Championship (1 vez)

- NWA Cyberspace 
  - NWA Cyberspace Heavyweight Championship (1 vez)
  - NWA Iowa Heavyweight Championship (1 vez)
  - NWA Missouri Heavyweight Championship (1 vez)
  - NWA Wildside Heavyweight Championship (1 vez)
- Northern Wrestling Federation
  - NWF Heavyweight Championship (1 vez)

- Ring Ka King
  - Ring Ka King Tag Team Championship (1 vez) – con Scott Steiner

- Ring of Honor
  - Trios Tournament (2006) – con Alex Shelley & Jimmy Rave

- Total Nonstop Action/Impact Wrestling
  - NWA World Heavyweight Championship (1 vez)
  - NWA World Tag Team Championship (1 vez) - con A.J. Styles
  - TNA Television Championship (2 veces)
  - TNA X Division Championship (1 vez)
  - TNA World Tag Team Championship (2 veces) - con James Storm - Crazzy Steve
  - Triple Crown Championship (1 vez, cuarto)
  - Grand Slam Champion (1 vez, segundo)
  - Impact Hall of Fame (2018)
  - TNA Year End Awards (2 veces)
    - Who to Watch in 2004 (2003)[48]
    - Match of the Year (2005) vs. Sabu, Barbed Wire Massacre on December 11[49]

- Universal Wrestling Alliance
  - UWA Heavyweight Championship (1 vez)

- Pro Wrestling Illustrated
  - Situado en el N°254 en los PWI 500 de 2001[50]
  - Situado en el N°236 en los PWI 500 de 2002[51]
  - Situado en el N°56 en los PWI 500 de 2004[52]
  - Situado en el N°37 en los PWI 500 de 2005[53]
  - Situado en el N°38 en los PWI 500 de 2006[54]
  - Situado en el N°23 en los PWI 500 de 2007[55]
  - Situado en el Nº104 en los PWI 500 de 2008[56]
  - Situado en el Nº96 en los PWI 500 de 2009[57]
  - Situado en el Nº23 en los PWI 500 de 2010[58]
  - Situado en el Nº60 en los PWI 500 de 2011[59]

- Wrestling Observer Newsletter
  - WON Mejor personaje - 2012, Hermano abogado de Abyss
  - WON Peor lucha del año - 2006 TNA Reverse Battle Royal en TNA Impact![60]